# いと忠
株式会社いと忠は信州の代表銘菓「いと忠巣ごもり」を製造販売する長野県の企業である。「いと忠巣ごもり」は、黄味餡をホワイトチョコレートでコーティングした新しい形の和菓子スイーツである。 全国菓子大博覧会では、第20回菓子博に巣ごもりが名誉金賞を受賞して以来、第26回菓子博まで毎回連続で受賞し続けている。